# Revolución (estación del Metrobús)
Revolucion es una de las estaciones que forman parte del Metrobús de la Ciudad de México. Se ubica al centro de la Ciudad de México en la Alcaldía de Cuauhtémoc.

## Información general
El ícono representa la fachada del Museo nacional de la Revolución coloquialmente conocido como el Monumento de la Revolución.
Este monumento originalmente se ideó con un estilo clásico del renacimiento francés, por el arquitecto Emile Bernard, para servir de recinto al Palacio Legislativo durante la época porfiriana.
La construcción empezó el 23 de septiembre de 1910 y en 1912 se abandonó la estructura, quedando firme sólo la cúpula.
En 1932 el arquitecto Carlos Obregón Santacilia propuso al gobierno, aprovechar la estructura para construir un Monumento a la Revolución, mismo que fue aprobado, iniciándose así croquis, proyectos, diseños, por lo que se continuó la edificación hasta terminarla completamente en 1938. La obra es de piedra chiluca, y se aprovechó la estructura original de la cúpula, en cuya parte superior, que tiene una altura de 63 metros, se acomodaron los cuatro grupos escultóricos que representan: La Independencia, Las Leyes de Reforma, Las Leyes Obreras y las Leyes Agrarias, que son del escultor Oliverio Martínez. Posteriormente han sido depositados en espacios especiales, en urnas de bronce los restos de Venustiano Carranza, Francisco I. Madero, Plutarco E. Calles y Lázaro Cárdenas.

### Conexiones
- Metrobús Línea 4 en la estación México Tenochtitlan
- Ruta de Microbuses
- Línea 2 del Sistema de Transporte Colectivo de la Ciudad de México

## Sitios de interés
- Circo Hermanos Fuentes
- Monumento de la Revolución
- Museo Nacional de la Revolución